# Escala de Depressão Pós-Parto de Edimburgo
O  (EPDS), é um questionário com 10 itens que foi desenvolvido para identificar as mulheres que têm depressão pós-parto. Itens da escala correspondem a diferentes sintomas de depressão clínica tais como sentimento de culpa, distúrbios do sono, baixa energia, anedonia, e ideação suicida. Avaliação geral é feito pelo escore total, que é determinado pela soma dos escores para cada um dos 10 itens. Escores mais altos indicam mais sintomas depressivos.
A EPDS pode ser usado dentro de 8 semanas após o parto e também pode ser aplicada para a proteção de depressão durante a gravidez.
O Escala de Depressão Pós-parto de Edimburgo é amplamente usado como instrumento de rastreio da depressão, que foi adaptado e validado em vários idiomas.

## História
O Escala de Depressão Pós-parto de Edimburgo foi desenvolvido pela primeira vez (1987) por centros de saúde escoceses em Edimburgo e Livingston.